# محوطه آوه
محوطه آوه مربوط به دوران پیش از تاریخ ایران باستان تا دوران‌های تاریخی پس از اسلام است و در ۳۲ کیلومتری جنوب شرقی ساوه، مجاورت روستای آوه واقع شده و این اثر در تاریخ ۱۸ مرداد ۱۳۴۴ با شمارهٔ ثبت ۴۳۷ به‌عنوان یکی از آثار ملی ایران به ثبت رسیده است.